# Cumbal
Cumbal é um município da Colômbia, localizado no departamento de Nariño.